# (24411) Janches
(24411) Janches est un astéroïde de la ceinture principale.

## Description
(24411) Janches est un astéroïde de la ceinture principale. Il fut découvert le 7 janvier 2000 à la station Anderson Mesa par le programme LONEOS. Il présente une orbite caractérisée par un demi-grand axe de 2,61 UA, une excentricité de 0,15 et une inclinaison de 11,2° par rapport à l'écliptique.

## Compléments